# Mut-Aixkur
Mut-Aixkur o Mut-Aškur, va ser rei d'Assíria, fill i successor d'Ixme-Dagan I. No consta a la Llista dels reis d'Assíria, però sí en altres fonts.
Era fill del rei d'Assíria Ixme-Dagan I. La Llista dels reis d'Assíria diu que després d'Ixme-Dagan I va regnar Assurdugul, però les Cròniques Mesopotàmiques diuen que van ser reis Mut-Aixkur i després d'ell, Rimuix, i encara després Asinum. Les Tauletes de Mari confirmen el govern de Mut-Aixkur.
No és segur el seu govern a Assur i alguns erudits només accepten que ell i els seus dos successors van regnar només sobre Ekal·latum. El seu pare hauria mort el 1762 aC segons sembla per les Tauletes de Mari, però segons les llistes hauria governat uns quaranta anys. Això retarda normalment la seva pujada al poder a les cronologies tradicionals fins potser el 1740 aC. Però el descobriment del nom d'un successor abans desconegut (Rimuix), que junt amb el seu regnat haurien governat prop de 30 anys (29) portaria realment l'inici del seu govern aproximadament a l'any 1760 aC fins al 1740 aC i el seu successor Rimuix (Re-mu...?) hauria governat del 1740 aC al 1730 aC.
El seu pare va pactar el seu casament amb el rei Zaziya, que no seria el rei de Qabra o el rei de Turukku, sinó un sobirà hurrita. Ixme-Dagan sembla que estava malalt i va decidir preparar la successió. Va anar a Babilònia per obtenir suport pel seu fill Mut-Aixkur, al que va deixar al càrrec del govern. Mut-Aixkur va desafiar a Karana des de Razama del sud amb 2000 babilonis i 2000 tropes pròpies i va demanar ajut a Eixnunna però no va aconseguir res. Atamrum d'Allahad finalment, amb l'ajut d'un partit local d'Ekal·latum, es va apoderar de la ciutat i va posar al tron a un desconegut de nom Hammutar com a vassall seu. Però Atamrum al seu torn era vassall d'Elam i Ixme-Dagan va demanar a Hammurabi de Babilònia un tresor per convèncer el rei d'Elam, sobirà d'Atamrum, que havia d'ordenar al seu vassall deposar Hammutar. Hammurabi va obtenir els diners d'un temple i aquest botí va ser enviat com a "regal" (suborn) al rei d'Elam, que va ordenar restaurar a Mut-Aixkur i va poder succeir al seu pare, però en endavant (fins potser el 1595 aC) Assíria estarà sota vassallatge de Babilònia.